# (7924) Simbirsk
(7924) Simbirsk es un asteroide perteneciente al cinturón de asteroides, descubierto el 6 de agosto de 1986 por la astrónoma soviética Liudmila Chernyj y su esposo, también astrónomo, Nikolái Chernyj, desde el Observatorio Astrofísico de Crimea.

## Designación y nombre
Designado provisionalmente como 1986 PW4. Fue nombrado Simbirsk en homenaje a la ciudad rusa Simbirsk, actualmente denominada Uliánovsk.